# Sirius 3
Sirius 3 ist ein Fernsehsatellit des schwedischen Betreibers SES Sirius (vormals NSAB). Der Satellit wurde am 5. Oktober 1998 von einer Ariane 44L in eine geostationäre Umlaufbahn gebracht.
Sirius 3 löste auf der Orbitalposition 5° den am 16. Januar 1998 außer Dienst gestellten BSS-Satelliten Tele-X ab. Im Januar 2008 wurde Sirius 3 durch Sirius 4 auf der gleichen Position abgelöst. Er dient jetzt als Back-up für Sirius 4.

## Empfang
Die Übertragung erfolgt im BSS-Band abweichend linear (horizontal und vertikal) polarisiert.